# Small Unmanned Ground Vehicle

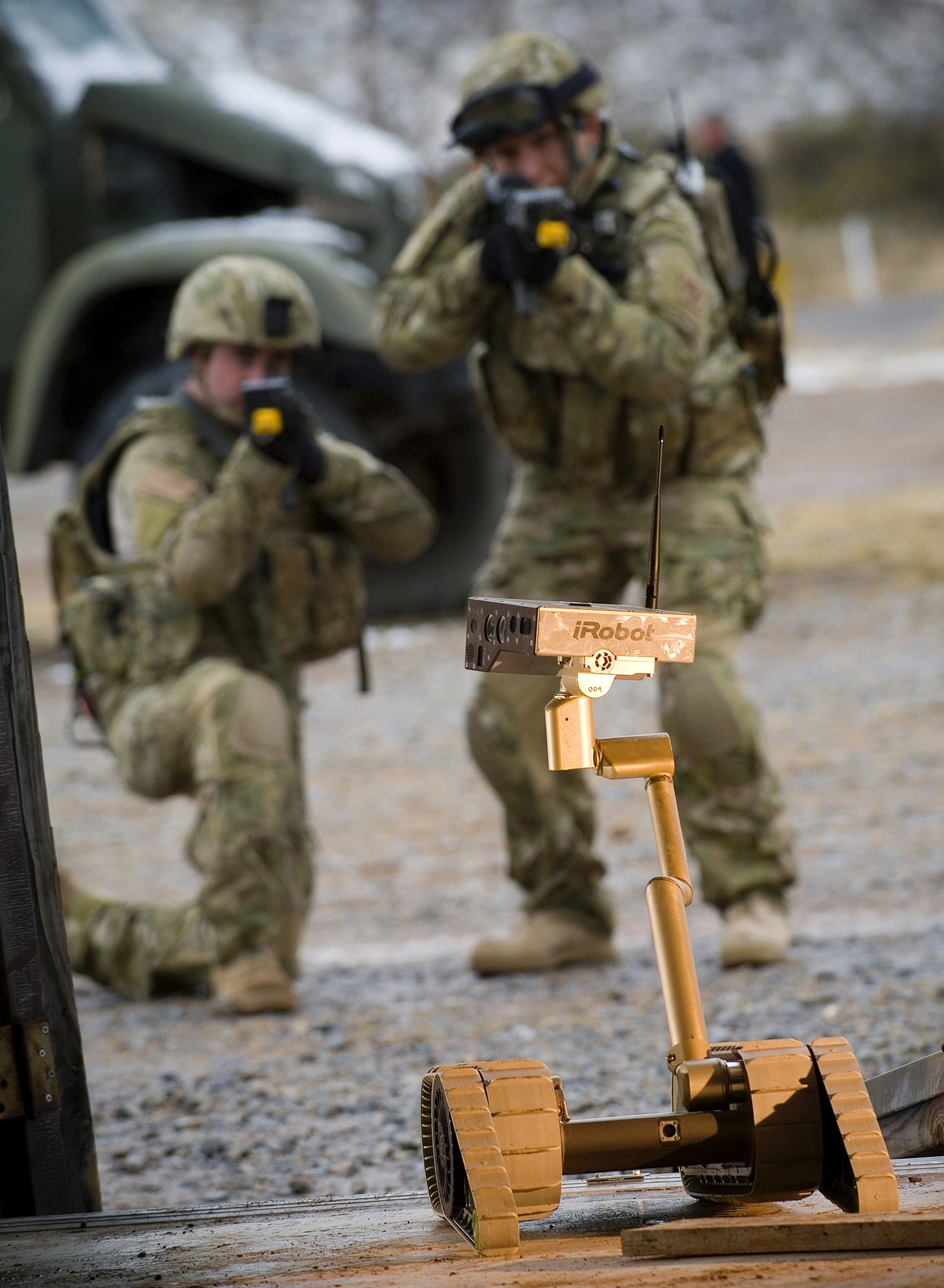

Le Small Unmanned Ground Vehicle (SUGV) également appélé XM1216 est un robot militaire de reconnaissance, qui est entré en service en 2011 dans l'US Army.
Il est d'un poids léger (13 kg) et est donc portable et il a une charge utile de 2,7 kg. Le SUGV est capable de mener des opérations militaires en zone urbaine, dans les tunnels, dans les égouts, et dans les grottes. Le SUGV est alimenté par deux batteries BB-2590/U permettant plus de six heures de fonctionnement". Le système XM1216 peut être commandé à distance par la manette de Microsoft Xbox 360 à l'aide de pilotes spécialisés pour assurer le contrôle total du système. Le SUGV peut également être contrôlé par Small HaWC (HArm's Way Controller), remplaçant le contrôleur Xbox 360 dans les environnements de combat.
Le SUGV peut se déplacer à des vitesses allant jusqu'à 10 km/h. Il peut monter des escaliers de 10 pouces de hauteur et des obstacles verticaux de 12 pouces. Il est capable de traverser à gué 6 pouces d'eau.
L'intérêt de ce robot est de minimiser l'exposition à des risques.
Il est fabriqué par la société iRobot